# Pseudochironitis benningseni
Pseudochironitis benningseni är en skalbaggsart som beskrevs av Felsche 1907. Pseudochironitis benningseni ingår i släktet Pseudochironitis och familjen bladhorningar. Inga underarter finns listade i Catalogue of Life.